# Barkán

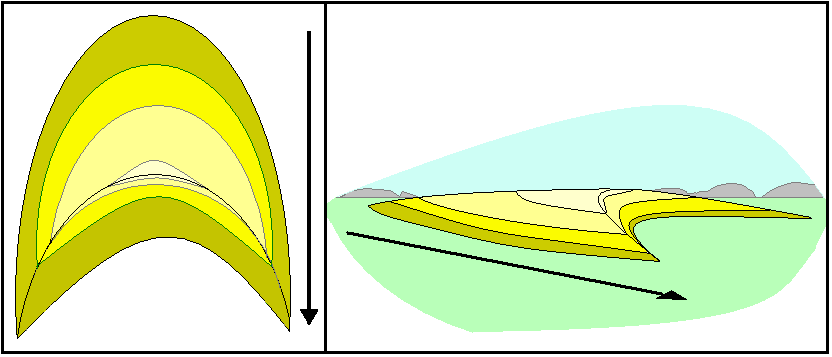
A barkán sematikus rajza

A barkán (mongol barkan; kb. ’homokdomb’ vagy kazak: ’csupasz homok’) a homoksivatagok egyik jellemző dűneformája. Bár sivatagok a Föld számos vidékén előfordulnak, barkánokkal mégis csak ritkán találkozhatunk. Ritkaságának oka, hogy kialakulásához speciális adottságokra van szükség. A barkán vándorló dűne, valamennyi dűnetípus közül a leggyorsabban változtatja helyét. 

## Formakincs

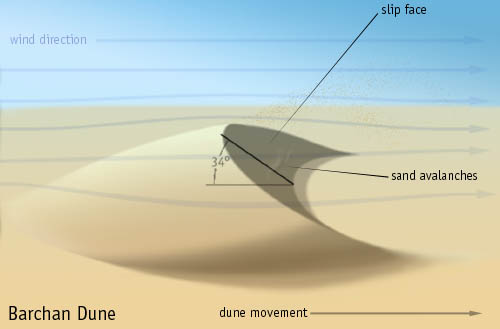
A barkán méretei

A barkánok két nagy csoportra oszthatóak:
- Pajzs alakú barkánok: azokon a vidékeken képződnek, ahol a homok utánpótlása nagy, de nem elégséges ahhoz, hogy a barkánok oldala egymáshoz érjen és keresztirányú dűnék jöjjenek létre.
- Sarló alakú barkánok: minél gyérebb a homok utánpótlása, annál valószínűbb, hogy sarló alakú forma jön létre.

A barkánforma az egyik legáramvonalasabb forma. A dűne folyamatosan úgy alakul, hogy a legkisebb légellenállást fejtse ki. A szél felőli oldal felszíne 5-18°-os szöget zár be a vízszintessel. A két szarv közötti szélárnyékos oldal 32-35°-os, tehát jóval meredekebb a szélnek kitett oldalnál.
E dűnetípus mérete igen változó, a legkisebb formák mindössze néhány méteresek. Legnagyobb magasságuk legfeljebb 15 méter, hosszuk 200 méter lehet.

## Kialakulása
A barkánok többnyire kemény, sík, sziklás felszínen alakulnak ki. A barkán képződésének másik fontos feltétele a gyakori és nem túl erős szél illetve a homok utánpótlásának szűkössége. Ha a szél sok homokot szállít, akkor nem alakulnak ki barkánok, mivel a növekvő homokformák egy idő után összeérnek. A barkánok kialakulását az amerikai King 1916-ban, míg a szovjet Vejiszov 1960-ban vizsgálta. King szerint a barkánok ún. bálnahátbuckákból alakulnak ki. Vizsgálata során megfigyelte, ahogy a szimmetrikus bálnahátbucka két oldalán a homokot az állandó szél előbb a bucka szélvédett oldalára szállítja, majd ott kialakítja belőle a barkán két „szarvát”. Vejiszov megfigyelései ellenben azt bizonyították, hogy teljesen sík homokfelszínen is létrejöhet barkán. A kísérlet során földgyaluval egy sík homokfelszínt képeztek a Kara-kum sivatagban. A szél feltámadása után a tudósok előbb homokfodrok kialakulását láthatták, majd azt, hogy a homokfodrok szétszakadoztak, magasabb részeik szélárnyékában pedig a barkán lejtős oldala alakult ki.

## Mozgása
A barkánok a szél irányában (tehát szarvaik irányában) mozognak. A leggyorsabban vándorló dűnetípus. Minél kevesebb a rendelkezésre álló homok, annál gyorsabb a barkán előrehaladása. Az előrehaladás függ a földfelszín egyenetlenségétől, a szélerőtől és a bucka teljes tömegtől. Ha a felszín egyenetlen, akkor az „barkánmarasztaló” hatású. A vándorlási sebesség széles határok között változik. Egyes dűnék akár 37 métert is megtesznek egy évben, míg mások csak 2 méter/éves sebességgel haladnak előre.
A barkánok a kisebb földfelszíni formákon egyszerűen átfolynak. Ha a széláramlást megváltoztató akadály kerül az útjukba, az sokszor a barkán deformálódásához vagy teljes szétszóródásához vezet. 

## Előfordulása
A Földön a Kara-kumban, Kaliforniában, az Atacama-sivatagban, a Szaharában, a hamadák peremvidékein és a Namib-sivatagban láthatóak barkánok. A Mars Global Surveyor űrszonda a vörös bolygó felszínén is felfedezett barkánokat.

## Lásd még
- sivatag, homoksivatag
- dűne
- bálnahátbucka
- keresztirányú dűne

## Külső hivatkozások
- Pécsi Tudományegyetem honlapja[halott link]
- Sulinet